# Feteiras
Feteiras é uma freguesia portuguesa do município de Ponta Delgada, na ilha de São Miguel, Região Autónoma dos Açores, com 23,45 km² de área e 1557 habitantes (censo de 2021). A sua densidade populacional é 66,4 hab./km².
Feteiras tem uma estrada que liga Mosteiros e Ponta Delgada. A atividade principal é a agricultura. Feteiras é banhada pelo Oceano Atlântico a sul. Tem montanhas a norte.
É uma freguesia que tem uma piscina localizada junto à costa numa zona em que as temperaturas de verão podem atingir 32°C.
É uma excelente zona para pesca de costa. Tem inúmeras piscinas naturais, e tem uma fajã produtora de vinhos de grande qualidade, bem como frutos.

## Demografia
A população registada nos censos foi:
| Distribuição da População por Grupos Etários | Distribuição da População por Grupos Etários | Distribuição da População por Grupos Etários | Distribuição da População por Grupos Etários | Distribuição da População por Grupos Etários |
| -------------------------------------------- | -------------------------------------------- | -------------------------------------------- | -------------------------------------------- | -------------------------------------------- |
| Ano                                          | 0-14 Anos                                    | 15-24 Anos                                   | 25-64 Anos                                   | > 65 Anos                                    |
| 2001                                         | 463                                          | 347                                          | 772                                          | 127                                          |
| 2011                                         | 327                                          | 260                                          | 851                                          | 133                                          |
| 2021                                         | 268                                          | 214                                          | 907                                          | 168                                          |

## Freguesias adjacentes
- Sete Cidades, norte e nordeste
- Capelas, nordeste
- Relva, este
- Candelária, oeste